# کازانکا (شهرستان زیانچورینسکی، باشقیرستان)
کازانکا (انگلیسی: Kazanka, Zianchurinsky District, Republic of Bashkortostan) یک شهرک در شهرستان زیانچورینسکی استان باشقیرستان کشور روسیه است.